# 雙飾斯坦達脂鯉
雙飾斯坦達脂鯉（学名：Steindachnerina biornata），為輻鰭魚綱脂鯉目脂鯉亞目無齒脂鯉科的其中一個種，分布於南美洲南里奧格蘭德河、烏拉圭河、巴拉那河等流域，體長可達18.8公分，棲息在中底層水域，以生活習性不明。